# Études de droit
 (janvier 2025).

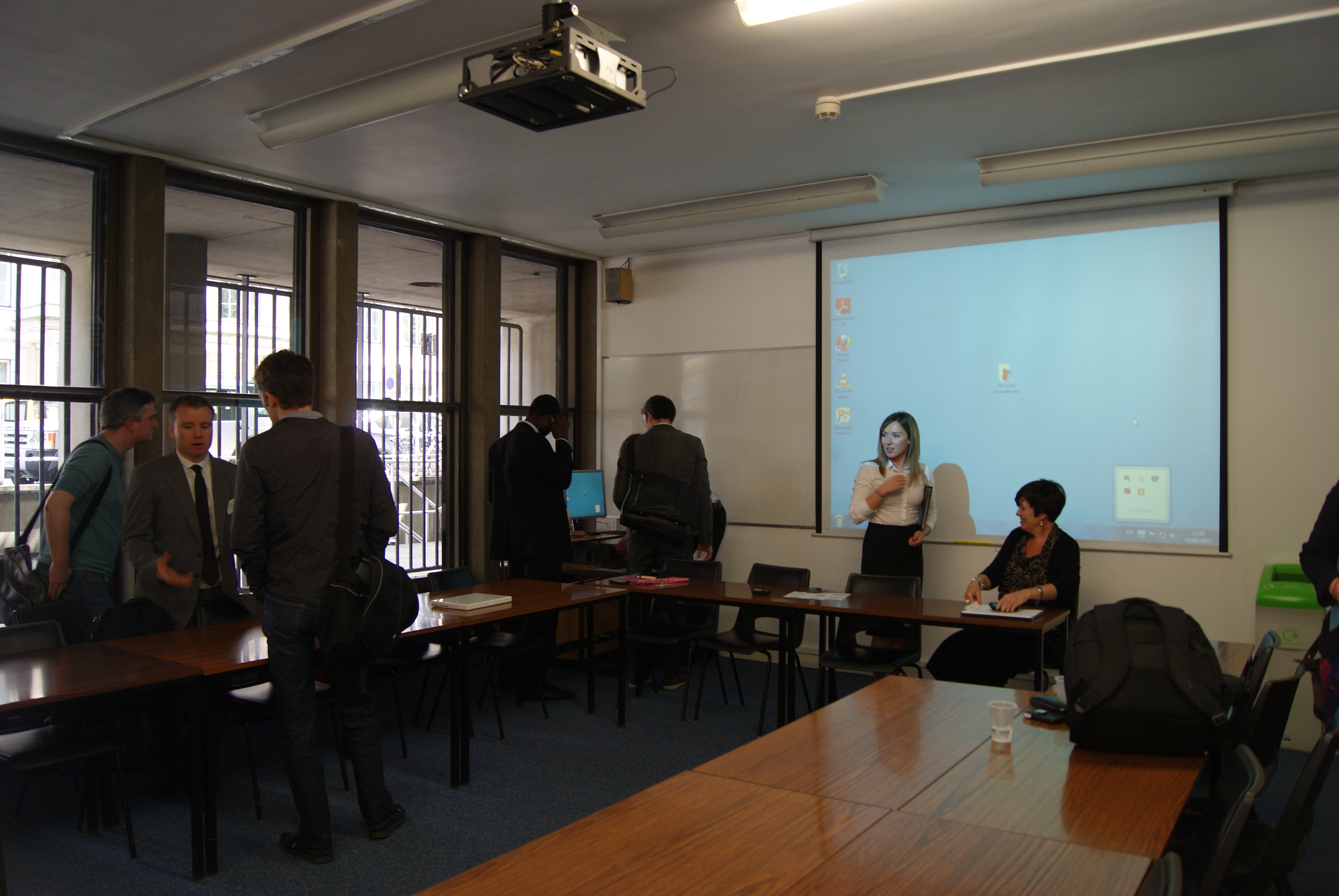
Une salle de classe entre les cours à l'IALS, un institut britannique pour les études de droit.

Les études de droit sont les formations au cours desquelles sont enseignées les diverses sciences juridiques. Elles passent souvent par une école de droit (en) ainsi que par un apprentissage auprès de professionnels en activité. En règle générale, les études de droit servent à préparer une accession au statut de juriste, qui mène typiquement à la pratique d'un des métiers du droit ou à la recherche. Ils existent diverses approches pédagogiques pour l'enseignement des matières juridiques. Chaque pays organise les études de manière différente, et elles aboutissent souvent à des examens délivrant les diplômes requis pour l'accès aux professions réglementées.

## Sociologie
Selon une collection d'essais sur le Canada, les États-Unis et la France parue en 2019, les études de droit sont particulièrement marquées par l'idéal de la méritocratie, alors même que les établissements de formation juridique reproduisent les inégalités sociales en récompensant les personnes issues des catégories de populations déjà favorisées par les structures de pouvoir dominantes.

## Par pays

### Allemagne
Les études de droit en Allemagne (de) durent au moins 13 ans, et le diplôme de « Volljurist » (juriste complet) est obligatoire pour exercer la plupart des métiers. Les études comportent deux grands examens appelés Staatsexam, et une période d'apprentissage appelée Referendariat.

### France
En France, les études de droit se réalisent dans les facultés de droit ou écoles de droit ont reçu depuis 1984 l'appellation administrative d'unités de formation et de recherche en droit (UFR de droit).
Elles sont une composante des universités destinées à former des étudiants à l'étude du droit et des sciences politiques afin de les préparer aux professions juridiques ou judiciaires. L'expression « faculté de droit » continue à être utilisée couramment.
Avant la réforme dite Licence-Master-Doctorat (LMD), les universités avaient le monopole de la délivrance des diplômes sanctionnant l'accomplissement d'études à dominante juridique. Depuis, certains établissements (privés et publics) accrédités et contrôlés par l'État peuvent aussi délivrer de tels diplômes. Elles assurent aussi la formation continue. Il existe à nouveau depuis 2008 des filières d'enseignement et de recherche privées qui délivrent les diplômes de droit.